# Jacques Fabbri
Pour les articles homonymes, voir Fabbri.
Jacques Fabbri, pseudonyme de Jacques Fabbricotti, est un acteur et réalisateur français, né le 4 juillet 1925 dans le 14e arrondissement de Paris et mort le 24 décembre 1997 à Tourgéville (Calvados).

## Biographie
Formé après la Libération à l'école des cabarets de la Rive Gauche, il entre en 1947 à l'école du Vieux Colombier. Il y reste deux ans avec, pour professeurs, Henri Rollan, Michel Vitold, Tania Balachova et il en sort en remportant le prix annuel dans Jean III de Sacha Guitry. Ses vrais débuts de comédien, il les fait dans Lucienne et le boucher de Marcel Aymé. Il débute au cinéma dans Les Dieux du Dimanche de René Lucot.
En 1953, il fonde sa propre troupe qui remporte le concours des Jeunes Compagnies. En 1963 et 1964, il dirige la Comédie de Provence à Aix-en-Provence avec Philippe Tiry, l'administrateur de sa compagnie.
En 1965, il met en scène Le Songe d'une nuit d'été à la Comédie-Française et se lance dans le même temps dans la réalisation de son premier film Les Pieds dans le plâtre.
Jacques Fabbri a joué dans de très nombreuses pièces de théâtre et de nombreux films. Il s'est fait connaître à la télévision dans la série télévisée Schulmeister, espion de l'empereur , puis dans l’émission TV Tutti Fabbri diffusée sur la 1re chaîne à partir du dimanche 13 janvier 1974, qui succédait à l’émission Le Luron de Midi.

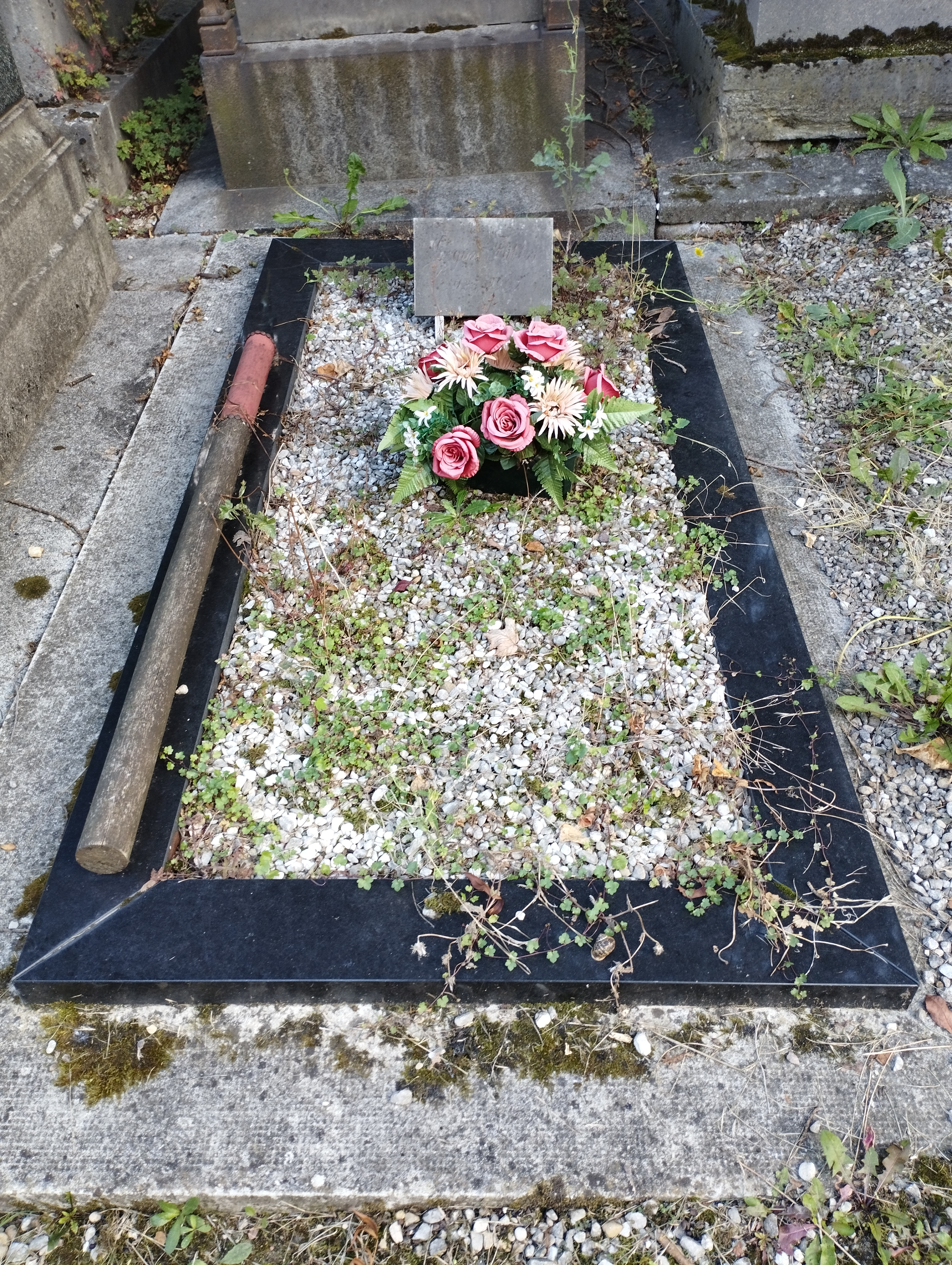
Tombe de Jacques Fabbri au cimetière de Montmartre (division 24).

Il fut aussi un grand défenseur du jazz surtout traditionnel.

### Vie privée
Il a été marié à la comédienne Claudine Collas.
Jacques Fabbri meurt le 24 décembre 1997 à Tourgéville à l'âge de 72 ans, et est inhumé au cimetière de Montmartre (24e division) dans une tombe ornée d'un brigadier.

## Filmographie

### Acteur

#### Cinéma
- 1949 : Rendez-vous de juillet de Jacques Becker
- 1950 : La Dame de chez Maxim de Marcel Aboulker : Le duc
- 1952 : Trois femmes  d'André Michel: Albert (segment "Mouche")
- 1952 : Les Sept Péchés capitaux d'Yves Allégret : Julien (sketch "La Luxure")
- 1952 : Les Femmes sont des anges de Marcel Aboulker : Théodore
- 1953 : Une vie de garçon de Jean Boyer
- 1953 : Mon frangin du Sénégal de Guy Lacourt
- 1953 : Crainquebille de Ralph Habib
- 1954 : Destinées de Jean Delannoy : Pierre d'Arc (segment "Jeanne")
- 1954 : Le Défroqué de Léo Joannon : L'ordonnance
- 1954 : Les hommes ne pensent qu'à ça de Yves Robert : Le garçon boucher
- 1954 : Cadet Rousselle d'André Hunebelle : Le colonel
- 1955 : Les Chiffonniers d'Emmaüs  de Robert Darène : Matthieu, le flic
- 1955 : Les Grandes Manœuvres de René Clair : L'ordonnance d'Armand
- 1956 : Mitsou de Jacqueline Audry : Le Vaguemestre
- 1957 : Fumée blonde de Robert Vernay
- 1957 : À pied, à cheval et en voiture de Maurice Delbez : Auguste
- 1957 : Ce joli monde de Carlo Rim : Ravaillac
- 1958 : La Bonne Tisane d'Hervé Bromberger: Dr Carré
- 1958 : Le Train de 8h 47 de Jack Pinoteau - Film resté inachevé
- 1958 : Madame et son auto de Robert Vernay: L'aubergiste
- 1959 : Les Naufrageurs de Charles Brabant : Le gitan
- 1959 : Bobosse d'Étienne Périer : Le radio-reporter
- 1959 : Le Travail c'est la liberté de Louis Grospierre
- 1960 : La Chatte sort ses griffes d'Henri Decoin : Gustave
- 1960 : La Française et l'Amour de René Clair : conducteur de train (segment "Le Mariage")
- 1961 : Les filles sèment le vent de Louis Soulanes
- 1961 : Le Pavé de Paris d'Henri Decoin : Le père
- 1961 : La Belle Américaine de Robert Dhéry : Le gros / Fatso
- 1961 : Napoléon II, l'aiglon de Claude Boissol
- 1962 : Mon oncle du Texas de Robert Guez: Le patron de l'hôtel de New York
- 1962 : La Nuit des rois de Claude Barma : Sir Tobie
- 1962 : L'Empire de la nuit de Pierre Grimblat
- 1965 : Les Pieds dans le plâtre de Jacques Fabbri et Pierre Lary : Achille
- 1967 : Les Sept de l'escalier quinze B de Georges Régnier : Goujon
- 1970 : La Dame dans l'auto avec des lunettes et un fusil (The Lady in the Car with Glasses and a Gun) d'Anatol Litvak : Docteur
- 1971 : Daisy Town dessin animé de Morris, Goscinny et Pierre Tchernia : Le maire (voix)
- 1974 : Les Suspects de Michel Wyn : Commissaire Bretonnet
- 1978 : La Ballade des Dalton dessin animé de Goscinny et Morris: Thadeus Collins, le directeur de prison (voix)
- 1978 : Je suis timide mais je me soigne de Pierre Richard : Le routier
- 1980 : La Banquière de Francis Girod : Moïse Nathanson
- 1981 : Diva de Jean-Jacques Beineix : Jean Saporta[3]
- 1981 : Signé Furax de Marc Simenon : Le garde champêtre
- 1982 : Guy de Maupassant de Michel Drach : Remberg
- 1982 : Un matin rouge de Jean-Jacques Aublanc : Robert
- 1987 : Sortie de bain de Jean-Pierre Ronssin
- 1988 : Bonjour l'angoisse de Pierre Tchernia : Léon, le Patron de café 1
- 1990 : La Femme fardée de José Pinheiro : Elledocq
- 1995 : Croce e delizia de Luciano De Crescenzo : Germont

#### Télévision
- 1956 : Le Revizor ou L'inspecteur général de Marcel Bluwal : Ossip, le valet de Khlestakov
- 1958 : Misère et noblesse d'Eduardo Scarpetta, réalisation Marcel Bluwal : Gaetano
- 1961 : Un bon petit diable de Jean-Paul Carrère : Le vieux Nick
- 1962 : Le Théâtre de la jeunesse : Le Fantôme de Canterville de Marcel Cravenne : Hyram Otis
- 1963 : Le Théâtre de la jeunesse : Le Général Dourakine d'Yves-André Hubert : Le juge
- 1964 : Assurance de mes sentiments les meilleurs de Marcel Bluwal : Jo
- 1966 : Au théâtre ce soir : La Grande Oreille de Pierre-Aristide Bréal, mise en scène Jacques Fabbri, réalisation Georges Folgoas, théâtre Marigny : M. Dupont
- 1967 : Les sept de l’escalier 15
- 1968 : Au théâtre ce soir : Les Compagnons de la marjolaine de Marcel Achard, mise en scène Jacques Fabbri, réalisation Pierre Sabbagh, théâtre Marigny : Lecocq
- 1968 : Au théâtre ce soir : Les Hussards de Pierre-Aristide Bréal, mise en scène Jacques Fabbri, réalisation Pierre Sabbagh, théâtre Marigny : Le Gouce
- 1968 : Au théâtre ce soir : Je veux voir Mioussov de Valentin Kataiev, adaptation Marc-Gilbert Sauvajon, réalisation Pierre Sabbagh, théâtre Marigny : Mioussov
- 1969 : Le Trésor des Hollandais de Philippe Agostini : Lulu
- 1969 : Au théâtre ce soir : Les Suisses de Pierre-Aristide Bréal, mise en scène Jacques Fabbri, réalisation Pierre Sabbagh, théâtre Marigny : Hans
- 1970 : Au théâtre ce soir : C'est malin de Fulbert Janin, mise en scène Jacques Fabbri, réalisation Pierre Sabbagh, théâtre Marigny : Le curé
- 1970 : Au théâtre ce soir : Les Joyeuses Commères de Windsor de William Shakespeare, mise en scène Jacques Fabbri, réalisation Pierre Sabbagh, théâtre Marigny : Falstaff
- 1971 : Au théâtre ce soir : Misère et noblesse d'Eduardo Scarpetta, mise en scène Jacques Fabbri, réalisation Pierre Sabbagh, théâtre Marigny : Gaétano
- 1971 : Schulmeister, espion de l'empereur de Jean-Pierre Decourt : Schulmeister (1971-1974)
- 1972 : Les Évasions célèbres (épisode l'esclave Gaulois) : Léon
- 1976 : La Bande à Glouton de François Chatel : Glouton
- 1978 : Au théâtre ce soir : Le Bon Numéro d'Eduardo De Filippo, mise en scène Jacques Fabbri, réalisation Pierre Sabbagh, théâtre Marigny : Ferdinand
- 1978 : Le Scénario de François Chatel : Loubenstein
- 1979 : Au théâtre ce soir : À vos souhaits de Pierre Chesnot, mise en scène Claude Sainval, réalisation Pierre Sabbagh, théâtre Marigny : Ludovic
- 1979 : Au théâtre ce soir : La Magouille de Pierre-Aristide Bréal, mise en scène Jacques Fabbri, réalisation Pierre Sabbagh, théâtre Marigny : César
- 1980 : Au théâtre ce soir : Feu Toupinel d'Alexandre Bisson, mise en scène Jacques Fabbri, réalisation Pierre Sabbagh, théâtre Marigny : Sébastien Duperron
- 1980 : Le Volcan de la rue Arbat de Philippe Ducrest
- 1983 : Orphée de Claude Santelli
- 1984 : Au théâtre ce soir : Les Hussards de Pierre-Aristide Bréal, mise en scène Jacques Fabbri, réalisation Pierre Sabbagh, théâtre Marigny
- 1985 : Les Bargeot
- 1987 : La Baleine blanche de Jean Kerchbron : Léon
- 1989 : Les Cinq Dernières Minutes : La mort aux truffes, réalisation Maurice Frydland

### Réalisateur
- 1965 : Les Pieds dans le plâtre coréalisé avec Pierre Lary
- 1991 : Open en bloot

## Théâtre

### Comédien
- 1948 : Lucienne et le boucher de Marcel Aymé, mise en scène Georges Douking, théâtre du Vieux-Colombier
- 1950 : Pucelle de Jacques Audiberti, mise en scène Georges Vitaly, théâtre de la Huchette
- 1951 : La Belle Rombière de Jean Clervers & Guillaume Hanoteau, mise en scène Georges Vitaly, théâtre de la Huchette, théâtre de l'Œuvre
- 1951 : Edmée de Pierre-Aristide Bréal, mise en scène Georges Vitaly, théâtre de la Huchette
- 1951 : Monsieur Bob'le de Georges Schehadé, mise en scène Georges Vitaly, théâtre de la Huchette
- 1952 : Les Taureaux d'Alexandre Arnoux, mise en scène Georges Vitaly, théâtre Montparnasse
- 1952 : La Farce des ténébreux de Michel de Ghelderode, mise en scène Georges Vitaly, théâtre du Grand-Guignol
- 1953 : La Vertu en danger de John Vanbrugh, mise en scène Jacques Fabbri, Comédie Caumartin
- 1953 : Les Hussards de Pierre-Aristide Bréal, mise en scène Jacques Fabbri, théâtre des Noctambules
- 1954 : Le Fantôme d'après Plaute, mise en scène Jacques Fabbri, théâtre de l'Atelier
- 1954 : Les Hussards de Pierre-Aristide Bréal, mise en scène Jacques Fabbri, théâtre des Célestins
- 1956 : La Famille Arlequin de Claude Santelli, mise en scène Jacques Fabbri, théâtre Antoine, Prix Molière 1955
- 1956 : Jules de Pierre-Aristide Bréal, mise en scène Jacques Fabbri, théâtre Antoine
- 1956 : Misère et Noblesse d'Eduardo Scarpetta, mise en scène Jacques Fabbri, théâtre de l'Alliance française
- 1958 : Lope de Vega de Claude Santelli, mise en scène Jacques Fabbri, théâtre de la Renaissance
- 1958 : Edmée de Pierre-Aristide Bréal, théâtre La Bruyère
- 1959 : La Jument du roi de Jean Canolle, mise en scène Jacques Fabbri, théâtre de Paris
- 1961 : Brouhaha de George Tabori, mise en scène Jacques Fabbri, théâtre de la Renaissance
- 1961 : La Jument du Roi de Popesco De Malet, mise en scène Jacques Fabbri, théâtre de la Renaissance
- 1962 : Les Bois du colonel de Claude des Presles, mise en scène Angelo Bardi, Conservatoire national supérieur d'art dramatique
- 1962 : Les Joyeuses Commères de Windsor de William Shakespeare, mise en scène Guy Lauzin, théâtre de l'Ambigu
- 1962 : La Folie Rostanov d'Yves Gasc, mise en scène Maurice Guillaud, théâtre Montansier
- 1963 : La Grande Oreille de Pierre-Aristide Bréal, mise en scène Jacques Fabbri, théâtre de Paris
- 1964 : L'Aquarium d'Aldo Nicolaï, mise en scène Jacques Fabbri, théâtre de Paris, théâtre des Célestins
- 1965 : La Grande Oreille de Pierre-Aristide Bréal, mise en scène Jacques Fabbri, théâtre de Paris
- 1965 : L'Envers d'une conspiration d'Alexandre Dumas, mise en scène Jacques Fabbri, théâtre de Paris
- 1965 : Je veux voir Mioussov de Valentin Kataiev, mise en scène Jacques Fabbri, théâtre des Nouveautés
- 1967 : Qui est cette femme ? de Norman Krasna, mise en scène Jacques Fabbri, théâtre de la Porte-Saint-Martin
- 1968 : Les Hussards de Pierre-Aristide Bréal, mise en scène Jacques Fabbri, théâtre de Paris
- 1968 : L'Enlèvement de Francis Veber, mise en scène Jacques Fabbri, théâtre Édouard VII
- 1971 : Pauvre France ! de Ron Clark et Sam Bobrick, adaptation Jean Cau, mise en scène Michel Roux, théâtre Fontaine
- 1974 : La Bande à Glouton de Jacques Fabbri & André Gillois, mise en scène Jacques Fabbri, théâtre de l'Œuvre
- 1976 : Le Scénario de Jean Anouilh, mise en scène Jean Anouilh & Roland Piétri, théâtre de l'Œuvre
- 1977 : La Magouille ou la cuisine française de Pierre-Aristide Bréal, mise en scène Jacques Fabbri, théâtre de l'Œuvre
- 1983 : L'Etiquette de Françoise Dorin, mise en scène Pierre Dux, avec Jean Piat, théâtre des Variétés
- 1985 : Glengarry Glen Ross de David Mamet, adapté par Pierre Laville, mise en scène Marcel Maréchal, La Criée Théâtre national de Marseille
- 1989 : La Trilogie des Coûfontaine : L'Otage, Le Pain dur de Paul Claudel, mise en scène Jean-Paul Lucet, théâtre des Célestins
- 1990 : Le Malade imaginaire de Molière, mise en scène Karim Salah, théâtre La Bruyère
- 1992: Laisse Courir... c'est un fantôme ! de Bruno Druart, mise en scène Didier Long.

### Metteur en scène
- 1953 : La Vertu en danger de John Vanbrugh, Comédie Caumartin
- 1953 : Les Hussards de Pierre-Aristide Bréal, théâtre des Noctambules
- 1954 : Le Fantôme d'après Plaute, théâtre de l'Atelier
- 1955 : La Famille Arlequin de Claude Santelli, théâtre du Vieux-Colombier
- 1956 : La Famille Arlequin de Claude Santelli, théâtre Antoine
- 1956 : Jules de Pierre-Aristide Bréal, théâtre Antoine
- 1956 : Misère et Noblesse de Eduardo Scarpetta, théâtre de l'Alliance française
- 1957 : Misère et noblesse de Eduardo Scarpetta, théâtre de la Madeleine
- 1958 : Lope de Vega de Claude Santelli, théâtre de la Renaissance
- 1959 : Sergent je vous aime d'Ira Levin, théâtre Sarah-Bernhardt
- 1959 : La Jument du roi de Jean Canolle, avec Jacques Fabbri, Sophie Desmarets, Claude Piéplu, théâtre de Paris
- 1961 : Brouhaha de George Tabori, théâtre de la Renaissance
- 1961 : La Jument du Roi de Popesco De Malet, théâtre de la Renaissance
- 1963 : La Grande Oreille de Pierre-Aristide Bréal, théâtre de Paris
- 1964 : L'Aquarium d'Aldo Nicolaï, théâtre de Paris
- 1965 : L'Envers d'une conspiration d'Alexandre Dumas, théâtre de Paris
- 1965 : Je veux voir Mioussov de Valentin Kataiev, théâtre des Nouveautés
- 1965 : Le Songe d'une nuit d'été de William Shakespeare, Comédie-Française
- 1967 : Qui est cette femme ? de Norman Krasna, théâtre de la Porte-Saint-Martin
- 1968 : Les Hussards de Pierre-Aristide Bréal, théâtre de Paris
- 1968 : L'Enlèvement de Francis Veber, théâtre Édouard VII
- 1974 : La Bande à Glouton de Jacques Fabbri & André Gillois, théâtre de l'Œuvre
- 1977 : La Magouille ou la cuisine française de Pierre-Aristide Bréal, théâtre de l'Œuvre
- 1979 : Je veux voir Mioussov de Marc-Gilbert Sauvajon et Valentin Kataiev, théâtre du Palais-Royal
- 1979 : Tom Jones opéra de Philidor Festival de musique d'Albi, et salle Favart

### Diction
- 1960 : Contes de Grimm, lecture de Hansel et Gretel et de Petite Table couvre-toi, LP Philips 76.184, BNF Collection[4]

## Publication
- 1978 : Être saltimbanque, Éditions Robert Laffont